# Bujkoviće
Bujkoviće (szerbül: Бујковиће), település Szerbiában, a Raškai körzet Tutini községében.

## Népesség
- 1948-ban 139 lakosa volt.
- 1953-ban 172 lakosa volt.
- 1961-ben 184 lakosa volt.
- 1971-ben 122 lakosa volt.
- 1981-ben 78 lakosa volt.
- 1991-ben 76 lakosa volt.
- 2002-ben 53 lakosa volt, akik mindannyian bosnyákok.